# Пјосаско
Пјосаско (итал. Piossasco) је насеље у Италији у округу Торино, региону Пијемонт.
Према процени из 2011. у насељу је живело 16904 становника. Насеље се налази на надморској висини од 310 м.

## Становништво
Према резултатима пописа становништва 2011. у општини је живело 18.186 становника.
| 1931. | 1936. | 1951. | 1961. | 1971. | 1981.  | 1991.  | 2001.  | 2011.  |
| ----- | ----- | ----- | ----- | ----- | ------ | ------ | ------ | ------ |
| 3.687 | 3.572 | 3.839 | 4.328 | 9.803 | 15.443 | 15.554 | 16.138 | 18.186 |

## Партнерски градови
- Кран Жеврије